# Szamotuły (gmina)
Szamotuły – gmina miejsko-wiejska w województwie wielkopolskim, w powiecie szamotulskim. W latach 1975–1998 gmina położona była w województwie poznańskim. Siedzibą gminy jest miasto Szamotuły. Gmina należy do aglomeracji poznańskiej.
Według danych z 1 stycznia 2011 roku gmina Szamotuły zajmowała następującą lokatę w skali kraju według:
- powierzchni – 481 miejsce (175,52 km²),
- liczby ludności – 189 miejsce (29165).

Według danych z 31 grudnia 2019 roku gminę zamieszkiwało 30 251 osób.

## Położenie i podział administracyjny

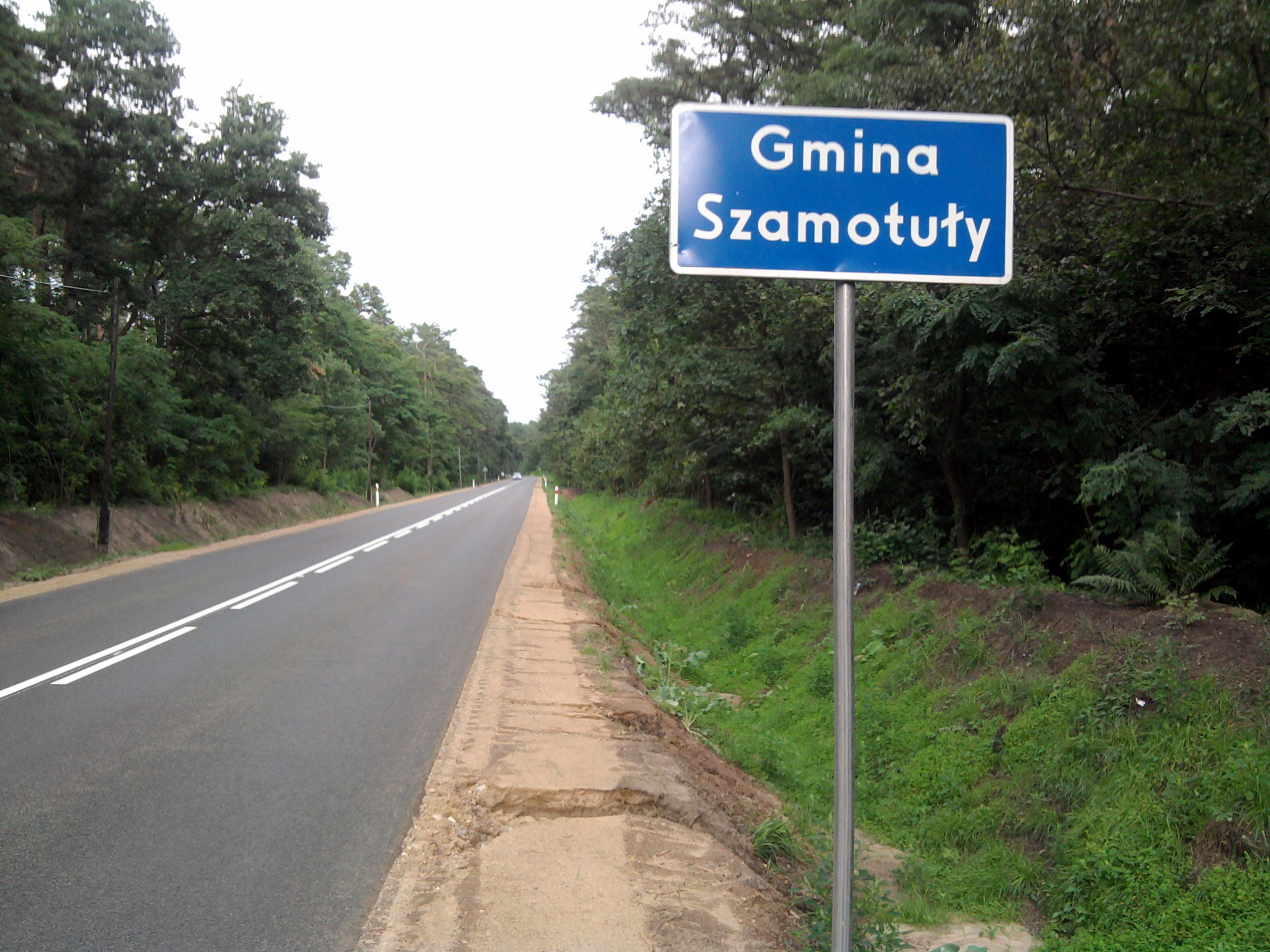
Gmina Szamotuły

Gmina i Miasto Szamotuły położone są w części wschodniej powiatu szamotulskiego oraz w środkowo-zachodniej części województwa wielkopolskiego. Gmina Szamotuły graniczy z gminami Ostroróg, Pniewy (od zachodu) Obrzycko (od północy), Oborniki (od wschodu) Rokietnica i Kaźmierz (od południa). Powierzchnia gminy wynosi 175,52 km², z tego miasto zajmuje 11,08 km². Przez obszar gminy południkowo przepływa rzeka Sama. W części płd.-wsch. znajduje się Jezioro Pamiątkowskie, stanowiące fragment rynny Kiersko-Pamiątkowskiej.

### Sąsiedniegminy
- Kaźmierz (powiat szamotulski, woj. wielkopolskie),
- Oborniki (powiat obornicki, woj. wielkopolskie),
- Obrzycko (pow. szamotulski, woj. wielkopolskie),
- Ostroróg (pow. szamotulski, woj. wielkopolskie),
- Pniewy (pow. szamotulski, woj. wielkopolskie),
- Rokietnica (powiat poznański, woj. wielkopolskie).

### Sołectwa
Gmina dzieli się administracyjnie na:
- 1 miasto (Szamotuły), będące siedzibą gminy.
- 25 jednostek pomocniczych, zwanych sołectwami, w których skupione jest 37 jednostek osadniczych.

| Nazwa wsi sołeckiej | Ludność | Powierzchnia (km²) | Gęstość zaludnienia (osób/km²) | L. miejscowości w sołectwie | Miejscowości w sołectwie |
| ------------------- | ------- | ------------------ | ------------------------------ | --------------------------- | ------------------------ |
| Baborowo            | 223     | 2,77               | 78                             | 1                           |                          |
| Baborówko           | 474     | –                  | –                              | 1                           |                          |
| Brodziszewo         | 385     | –                  | –                              | 1                           |                          |
| Emilianowo          | 44      | –                  | –                              | 1                           |                          |
| Gałowo              | 1125    | –                  | –                              | 1                           |                          |
| Gąsawy              | 263     | –                  | –                              | 2                           | Nowy Folwark             |
| Jastrowo            | 302     | –                  | –                              | 2                           | Ostrolesie               |
| Kąsinowo            | 287     | –                  | –                              | 1                           |                          |
| Kępa                | 222     | –                  | –                              | 1                           |                          |
| Koźle               | 353     | –                  | –                              | 1                           |                          |
| Krzeszkowice        | 195     | –                  | –                              | 1                           |                          |
| Lipnica             | 608     | –                  | –                              | 2                           | Czyściec                 |
| Lulinek             | 338     | –                  | –                              | 1                           |                          |
| Mutowo              | 528     | –                  | –                              | 2                           | Ludwikowo                |
| Myszkowo            | 217     | –                  | –                              | 1                           |                          |
| Otorowo             | 1240    | –                  | –                              | 3                           | Mielno, Poświętne        |
| Pamiątkowo          | 1224    | –                  | –                              | 3                           | Rudnik, Przecławek       |
| Piaskowo            | 345     | –                  | –                              | 1                           |                          |
| Piotrkówko          | 148     | –                  | –                              | 1                           |                          |
| Przecław            | 413     | –                  | –                              | 2                           | Przecławek               |
| Przyborowo          | 126     | –                  | –                              | 1                           |                          |
| Przyborówko         | 181     | –                  | –                              | 1                           |                          |
| Szczuczyn           | 298     | –                  | –                              | 3                           | Grabowiec, Twardowo      |
| Śmiłowo             | 258     | –                  | –                              | 1                           |                          |
| Witoldzin           | 160     | –                  | –                              | 2                           | Żalewo                   |
|                     | 9962    | 164,44             | 60,6                           | 37                          |                          |

#### Klasy wielkościowe wsi
Do największych wsi na terenie gminy należą: Otorowo (1240), Pamiątkowo (1224) i Gałowo (1125 osoby).
- Średnia liczba mieszkańców wsi sołeckiej – 398 mieszkańców / sołectwo
- Średnia liczba mieszkańców jednostki wiejskiej – 269 mieszkańców / miejscowość

| rodzaj      | przedział ludnościowy | ilość | wsie sołeckie                                                                                         |
| ----------- | --------------------- | ----- | --- |
| bardzo duże | pow. 1000 mieszk.     | 3     | Otorowo, Pamiątkowo, Gałowo                                                                           |
| duże        | 501-1000 mieszk.      | 2     | Lipnica, Mutowo                                                                                       |
| średnie     | 301-500 mieszk.       | 7     | Baborówko, Przecław, Brodziszewo, Koźle, Piaskowo, Lulinek, Jastrowo                                  |
| małe        | 150-300 mieszk.       | 10    | Szczuczyn, Kąsinowo, Gąsawy, Śmiłowo, Baborowo, Kępa, Myszkowo, Krzeszkowice, Przyborówko, Witoldzin, |
| bardzo małe | pon. 150 mieszk.      | 3     | Piotrkówko, Przyborowo, Emilianowo                                                                    |

## Struktura powierzchni
Według danych z roku 2002 gmina Szamotuły ma obszar 175,07 km², w tym:
- użytki rolne: 75%
- użytki leśne: 14%

Gmina stanowi 15,68% powierzchni powiatu.

## Demografia
Według danych z 31 grudnia 2010 r. gmina liczyła 29165 mieszkańców:

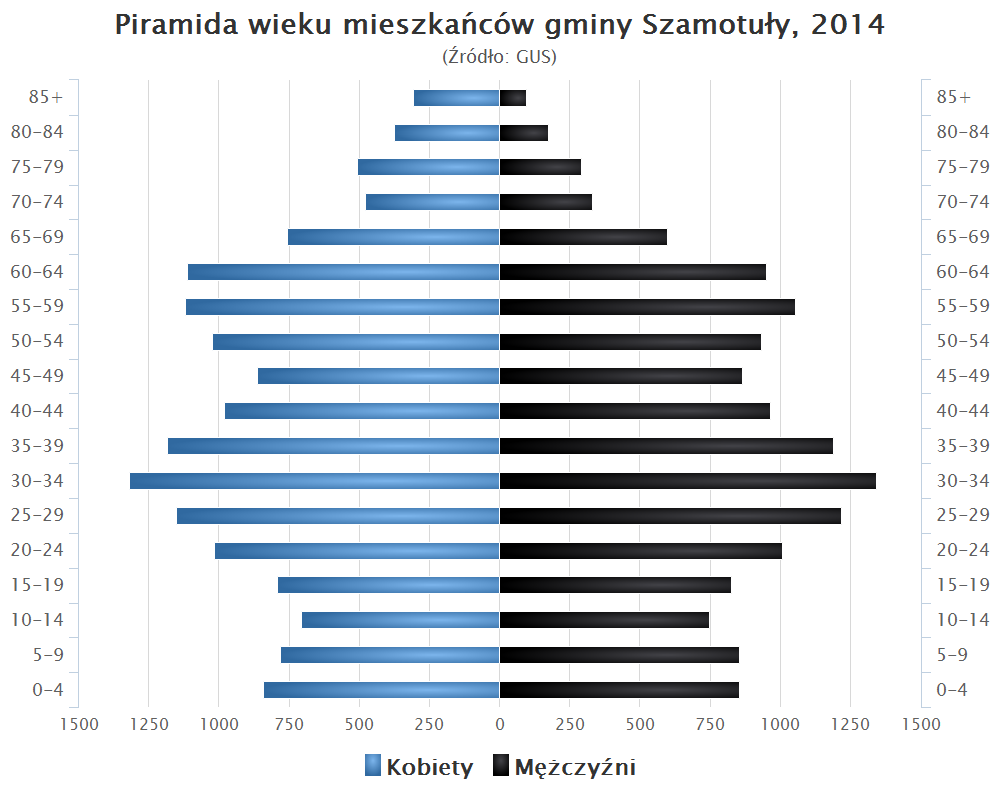
Piramida wieku mieszkańców gminy Szamotuły w 2014 roku

| Opis                              | Ogółem | Ogółem | Kobiety | Kobiety | Mężczyźni | Mężczyźni |
| --------------------------------- | ------ | ------ | ------- | ------- | --------- | --------- |
| Jednostka                         | osób   | %      | osób    | %       | osób      | %         |
| Populacja                         | 29165  | 100    | 15102   | 51,8    | 14163     | 48,2      |
| Gęstość zaludnienia [mieszk./km²] | 166    | 166    | 86      | 86      | 81        | 81        |

## Zabytki
Lista ważniejszych zabytków gminy, z podziałem na poszczególne miejscowości.
- Baborówko – zespół pałacowy i folwarczny, 2 poł. XIX w.,
- Gałowo – zespół pałacowy, poł. XIX w.,
- Gąsawy – zespół dworski, XIX/XX w.,
- Lipnica – zespół dworski, XVIII/XIX w.,
- Myszkowo – zespół dworski, 1 poł. XIX w.,
- Otorowo:
  - kościół par. pw. Wszystkich Świętych, 1 poł. XVI w.,
  - zespół pałacowy, 1 poł. XVIII w.,
- Pamiątkowo – park dworski, XIX w.,
- Piaskowo – zespół willi, 1897 r.,
- Szamotuły:
  - historyczny układ urbanistyczny – XIV-XX w.,
  - kościół par. pw. św. Stanisława Biskupa, ul. Kapłańska, 1423 r.,
  - zespół klasztorny reformatów, ul. Dworcowa, 2 poł. XVII w.,
  - zespół zamkowy, XVI-XIX w.,
  - dom, ul. Braci Czeskich 8, szach., XIX w.,
  - dom, Rynek 10, poł. XIX w.,
  - dom, Rynek 14, po 1826 r.,
  - dom, pl. Sienkiewicza 23, 2 poł. XIX w.,
  - budynek chłodni z lodownią, na terenie d. rzeźni, ul. Wodna 3, 1907 r.,